# 半經典物理學
半經典物理學（英文：Semiclassical physics），或稱“半經典力學”，是物理學其中一個較新的範疇。半經典物理學理論把系統的某些元素視之為量子的，而同時把另一些元素視為經典系統看待。例如，在研究分子光譜時，外加的電場可以當作是經典的，而化學鍵則視為量子系統。一般來說，半經典物理學適用於對量子系統的數學描述存在普朗克常數的量綱（即是冪）趨向零的情況而（2）存在對普朗克常數的負一冪的非平凡近似。從物理光學過渡到幾何光學便是一例。在滿足這些條件下，量子系統和經典系統之間存在著連貫的數學關係，採用半經典物理學的手段將某些元素以經典物理學簡化能大為減低計算複雜度，壓縮求解時間而對計算精度僅有輕微影響。

## 例子
半經典近似的例子還有：
- WKB近似：用於描述電子處於外加電磁場的行為。
- 半经典引力：基於經典的彎曲空間重力場的量子場論（參見廣義相對論）。
- 量子混沌

對於量子場論，半經典近似只適用於不多於一個閉環的費曼圖，因為普朗克常數的冪次取決於閉環的數目。在混沌理論的範疇，對觀察過程作半經典近似是目前熱門的研究方向。